# Ranunculus grahamii
Ranunculus grahamii är en ranunkelväxtart som beskrevs av Donald Petrie. Ranunculus grahamii ingår i släktet ranunkler, och familjen ranunkelväxter. Inga underarter finns listade i Catalogue of Life.